# Кортасар (муниципалитет)
Кортасар (исп. Cortazar) — муниципалитет в Мексике, штат Гуанахуато, с административным центром в одноимённом городе. Численность населения, по данным переписи 2010 года, составила 88 397 человек.

## Общие сведения
Название Cortazar дано в честь генерала Луиса Кортасара, одного из разработчиков плана Игуалы.
Площадь муниципалитета равна 335 км², что составляет 1,1 % от общей площади штата, а наивысшая точка расположена в поселении Ла-Гавия и равна 2347 метрам.
Кортасар граничит с другими муниципалитетами штата Гуанахуато: на севере с Вильяграном, на востоке с Селаей, на юго-востоке с Тариморо, на юге с Сальватьеррой, на западе с Хараль-дель-Прогресо и Саламанкой.

## Учреждение и состав
Муниципалитет был образован в 1857 году, в его состав входит 107 населённых пунктов, самые крупные из которых:
| Код INEGI | Населённый пункт                                                                      | Численность населения (2005 год) | Численность населения (2010 год) |
| --------- | ------------------------------------------------------------------------------------- | -------------------------------- | -------------------------------- |
| 011       | Всего                                                                                 | 83175                            | 88397                            |
| 0001      | Кортасар (исп. Cortazar) 20°28′58″ с. ш. 100°57′40″ з. д.                             | 57748                            | 61658                            |
| 0054      | Тьерра-Фрия (исп. Tierra Fría) 20°27′44″ с. ш. 101°02′20″ з. д.                       | 3445                             | 3415                             |
| 0006      | Каньяда-де-Карачео (исп. Cañada de Caracheo) 20°22′32″ с. ш. 100°56′45″ з. д.         | 2347                             | 2109                             |
| 0022      | Эль-Уисаче (исп. El Huizache) 20°25′13″ с. ш. 100°57′34″ з. д.                        | 1651                             | 1910                             |
| 0019      | Ла-Гавия (исп. La Gavia) 20°23′42″ с. ш. 100°52′49″ з. д.                             | 1025                             | 1432                             |
| 0007      | Карачео (исп. Caracheo) 20°23′54″ с. ш. 100°58′06″ з. д.                              | 1064                             | 1230                             |
| 0035      | Де-Парраль (исп. De Parral (Parra)) 20°27′22″ с. ш. 101°00′28″ з. д.                  | 1059                             | 1114                             |
| 0029      | Мерино (исп. Merino) 20°29′39″ с. ш. 100°52′59″ з. д.                                 | 865                              | 1044                             |
| 0050      | Санта-Фе-де-Пурисима (исп. Santa Fe de la Purísima) 20°29′44″ с. ш. 100°53′34″ з. д.  | 918                              | 1030                             |
| 0068      | Колония-Кальсада (исп. Colonia la Calzada (La Olla)) 20°30′10″ с. ш. 100°57′32″ з. д. | 948                              | 1015                             |

## Экономика
По статистическим данным 2000 года, работоспособное население занято по секторам экономики в следующих пропорциях: сельское хозяйство, скотоводство и рыбная ловля — 19 %, промышленность и строительство — 32,4 %, сфера обслуживания и туризма — 45,3 %, прочее — 3,3 %.

## Инфраструктура
По статистическим данным 2010 года, инфраструктура развита следующим образом:
- электрификация: 98,8 %;
- водоснабжение: 97,7 %;
- водоотведение: 92,5 %.

## Фотографии
- Церковь Сан-Хосе-Картасар
- Вид на Каньяда-де-Карачео
- Подвесной мост в Кортасаре